# Pretty Woman – The Musical (album)
Pretty Woman - The Musical è un album in studio di download digitale autoprodotto del cantautore canadese Bryan Adams, pubblicato online il 4 marzo 2022. È stato pubblicato una settimana prima dell'album So Happy It Hurts. L'album contiene canzoni ri-registrate che Adams e Jim Vallance hanno scritto per l'omonimo musical basato sull'omonima commedia d'amore.Dal maggio 2023 l'album è disponibile in versione formato fisico pubblicato dall'etichetta BMG.

## Descrizione
Nel marzo 2014, è stato annunciato che era in fase di sviluppo un adattamento musicale del film Pretty Woman per un musical, con lo sceneggiatore originale Lawton e il regista Garry Marshall incaricati di scrivere la  rappresentazione teatrale. L'anno successivo Marshall rivelò che i diritti erano stati assicurati. Sebbene Marshall sia morto nel luglio 2016, la produttrice Paula Wagner ha affermato che il lavoro sul musical sarebbe continuato. Nel settembre 2017, è stato annunciato che lo spettacolo avrebbe ricevuto la sua prima mondiale all'Oriental Theatre di Chicago, prima del previsto trasferimento a Broadway nell'autunno 2018.
Un certo numero di canzoni che Adams e Vallance hanno scritto per il musical sono finite per non essere utilizzate nello spettacolo stesso. Tuttavia, molte di loro sono state incluse nei successivi album di Bryan Adams: Please Stay è stata registrata per la compilation del 2018 Ultimate, I Could Get Used To This può essere trovata nell'album del 2019 Shine a Light, e I've Been Looking For You pubblicata nell'album del 2022 So Happy It Hurts.
Un album del cast è stato pubblicato nel 2018, ma Adams ha deciso di registrare anche lui le canzoni.

## Tracce
Tutte le canzoni sono scritte e composte da Bryan Adams e Jim Vallance.
1. Welcome To Hollywood – 3:37
2. Anywhere But Here – 2:57
3. Something About Her – 2:33
4. Luckiest Girl In The World – 2:56
5. Rodeo Drive – 3:04
6. On A Night Like Tonight – 3:14
7. Don't Forget To Dance – 3:20
8. Freedom – 3:19
9. You're Beautiful – 3:27
10. This Is Your Life – 4:06
11. Never Give Up On A Dream – 2:45
12. You And I – 4:26
13. I Could Get Used To This – 1:58
14. You Can't Go Back – 3:21
15. Long Way Home – 3:22
16. Together Forever – 2:25

## Formazione
Musicisti
- Tutti gli strumenti sono eseguiti da Bryan Adams
- Jim Vallance - pianoforte elettrico Wurlitzer  (traccce 1 e 16), percussioni (tracce 1,11, e 15), pianoforte (tracce 3,11 e 15), tastiere (tracce 5,10 e 15)
- David Foster - Sintetizzatore di stringhe (tracce 6)
- Ramón Stagnaro - chitarra spagnola (tracce 6)
- Keith Scott - chitarra elettrica  (tracce 7)

Produzione
- Bryan Adams – produzione
- Hayden Watson – ingegneria del suono
- Bob Ludwig – mastering
- Registrato  presso il The Warehouse Studio (Canada)

### Personale aggiuntvo
- Dirk Rudolph — grafica
- Bryan Adams — fotografia

## Classifiche settimanali
| Classifica (2023)        | Posizione massima |
| ------------------------ | ----------------- |
| Regno Unito (indipendet) | 38                |
| Regno Unito (Physical)   | 90                |
| Scozia                   | 64                |